# Lodovico Pavoni

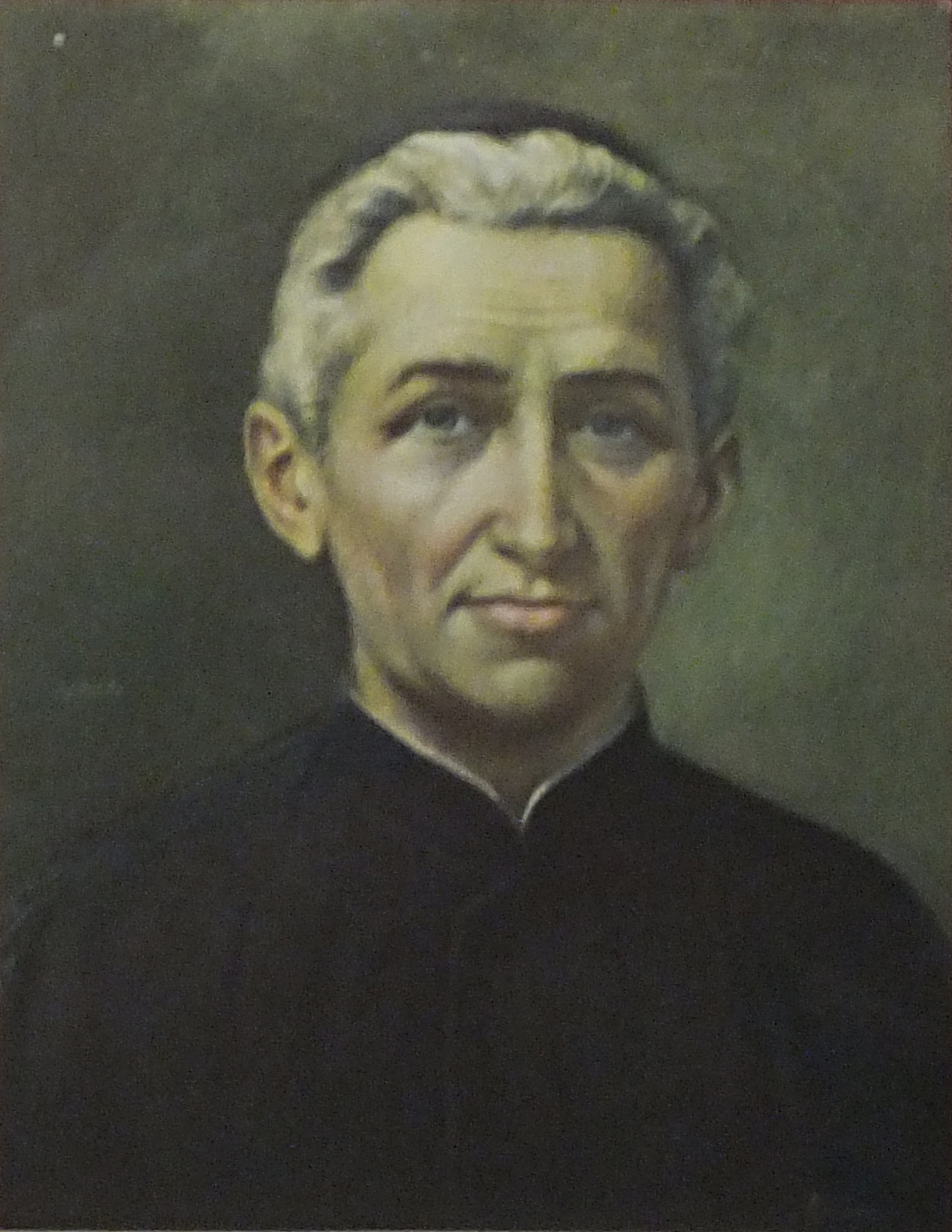
Lodovico Pavoni

Lodovico Pavoni (* 11. September 1784 in Brescia, Italien; † 1. April 1849 in Rodengo-Saiano bei Brescia) war ein italienischer Priester und der Gründer der römisch-katholischen „Kongregation der Söhne der Maria Immaculata“, der Pavonianer (CFMI). In der römisch-katholischen Kirche wird er als Heiliger verehrt.

## Leben und Werk
Seine theologische Ausbildung erhielt Lodovico durch den Dominikaner Carlo Domenico Ferrari (dem späteren Bischof von Brescia). Im Jahr 1807 wurde er zum Priester geweiht und übernahm die Leitung der Jugendbegegnungsstätte in Brescia. Seit dieser Zeit widmete er sein Leben und seine Arbeit der Jugendbetreuung und Erziehung armer Kinder. 1812 ernannte ihn Bischof Gabrio Nava zu seinem Sekretär und unterstützte ihn bei seiner Jugendarbeit. 1818 erhielt er die Genehmigung zur Gründung einer privaten Wohltätigkeitseinrichtung unter bischöflichem Recht. Dieses Institut erhielt im Jahre 1821 den Namen „Institut Sankt Barbara“. 1823 eröffnete Pavoni eine Schule für Taubstumme und richtete einen Bauernhof als Landwirtschaftsschule ein.
1825 gründete er eine religiöse Gemeinschaft mit Priestern und Brüdern, die es sich zur Aufgabe machten, Jugendliche zu erziehen und bei der Ausbildung zu betreuen. Pavoni stützte seine ganzheitliche Erziehung auf die Vernunft, die Nächstenliebe, die Prävention (Lernförderung), die zentralen Glaubensfragen und die Bedeutung der Arbeit. Er veröffentlichte Leitartikel und entwickelte neue Erziehungsansätze, deren Grundlage der Mensch und der Wert der Arbeit waren. 1843 genehmigte Papst Gregor XVI. die Gründung einer Ordensgemeinschaft; der in der Zwischenzeit zum Domvikar ernannte Pavoni gründete am 11. Oktober 1847 die „Pavonianer“ und legte am 8. Dezember 1847 seine Profess ab.
Im März 1847, während der zehntägigen Unruhen in Brescia (die Bevölkerung rebellierte gegen die österreichische Besatzung), gab er vielen Jugendlichen Schutz und nahm sie in das Kloster bei Gussago auf. Kurz danach, am 1. April 1849, seine Heimatstadt Brescia stand noch immer in Flammen, verstarb er.

## Selig- und Heiligsprechung
Lodovico Pavoni wurde am 14. April 2002 seliggesprochen, Papst Johannes Paul II. führte hierzu in seiner Predigt aus: 

„Er war ein besonders feinfühliger Mensch und setzte sich mit all seinen Kräften für die Betreuung von armen und verlassenen Jugendlichen, insbesondere von Taubstummen, ein. Er entfaltete seine Tätigkeiten auf vielfältigen Gebieten, angefangen bei der erzieherischen Arbeit im Bereich des Verlagswesens, mit originellen apostolischen Ideen sowie mutigen und neuartigen Aktionen. Grundlage all seiner Aktivitäten war eine solide Spiritualität. Mit seinem Zeugnis ermahnt er uns, Jesus zu vertrauen und immer tiefer in das Geheimnis seiner Liebe einzudringen.“

Am 10. Mai 2016 bestätigte Papst Franziskus ein auf die Fürsprache Pavonis zustandegekommenes Wunder als Voraussetzung für die Heiligsprechung, die Papst Franziskus am 16. Oktober desselben Jahres in Rom vornahm.